# Mnium turgidum
Mnium turgidum là một loài Rêu trong họ Mniaceae. Loài này được Wahlenb. mô tả khoa học đầu tiên năm 1812.